# Захаровское (Сумский район)
Захаровское (укр. Захарівське) — посёлок,
Верхнесыроватский сельский совет,
Сумский район,
Сумская область,
Украина.
Код КОАТУУ — 5924782903. Население по переписи 2001 года составляло 13 человек.

## Географическое положение
Посёлок Захаровское находится на расстоянии в 2 км от рек Бездрик и Сыроватка.
На расстоянии в 1 км расположено село Верхняя Сыроватка.
Село окружено большим лесным массивом (дуб).